# Maria Marc
Maria Marc, nascida Bertha Pauline Marie Franck (Berlim, 12 de junho de 1876 — Kochel, 25 de janeiro de 1955), foi uma pintora e tecelã alemã, segunda esposa de Franz Marc.

## Biografia
Ela nasceu a 12 de junho de 1876 em Berlim, Alemanha. Frequentou o Unterrichtanstalt des Kunstgewerbemuseum, a Königliche Akademie der Künste (Academia Real de Artes, Berlim) e a Damen-Akademie des Künstlerinnen-Vereins (Academia Feminina da Associação de Artistas, Munique). Ela conheceu o artista Franz Marc em 1905, casando-se com ele em 1913. O seu trabalho foi incluído na primeira exposição do grupo Blauer Reiter. Após a morte de Franz Marc, ela estudou arte têxtil na Bauhaus.
Maria Marc morreu no dia 25 de janeiro de 1955 em Ried, Baviera. O seu trabalho está na colecção expressionista alemã do MoMA.